# Lucius Neratius Priscus
Ne pas confondre avec Lucius Neratius Priscus (consul en 87).
Lucius Neratius Priscus est un sénateur et éminent juriste romain des Ier et IIe siècles, consul suffect en 97 et gouverneur impérial de Germanie inférieure puis vraisemblablement de Pannonie entre 98 et 106 pendant le règne de Trajan. Il est par ailleurs un conseiller de ce dernier et de son successeur Hadrien.

## Biographie

### Famille et relations
Sa famille est originaire de Saepinum dans le Samnium,, (près de la moderne Sepino) et descend de la famille de l'épouse de Labéon.
Son père est soit le consul suffect de 87, Lucius Neratius Priscus, soit Marcus Hirrius Fronto Neratius Pansa, consul suffect en 74 et gouverneur de Cappadoce-Galatie en 78-79. Selon cette dernière hypothèse, Lucius Neratius Priscus est alors son oncle et l'a adopté lui et non son frère. Marcus Neratius Pansa a pour épouse une Vettia, peut-être la fille de Marcus Vettius Marcellus, un procurateur impérial.
Son frère est Lucius Neratius Marcellus,, consul suffect en 95 et éponyme en 129, gouverneur de Bretagne vers 101-103. Il a aussi une sœur, ou une cousine, Neratia Pansina, peut-être la grand-mère de Lucius Corellius Pansa, consul éponyme en 122. Mais il est aussi possible que ce dernier soit son neveu, fils de Lucius Neratius Marcellus et de Corellia Hispulla.
Publius Neratius Marcellus, consul en 104, et Gaius Neratius Marcellus, consul suffect en juillet 129, peut-être aussi ses frères.
Il s'est marié avec Titia Quartilla, soeur de Marcus Epidius Titius Marcellus, fille d'un Marcus Epidius et de sa femme Titia et petite-fille paternelle d'un Marcus Epidius et de sa femme Petronia, et eut un fils, qui porte le même nom, Lucius Neratius Priscus, vraisemblablement tribun de la plèbe, légat en Pannonie vers 119 et consul suffect vers 121/122, et un autre fils, Gaius Neratius Proculus, père de Neratia Procilla, mariée avec Gaius Betitius Pietas, et de Lucius Neratius Proculus.

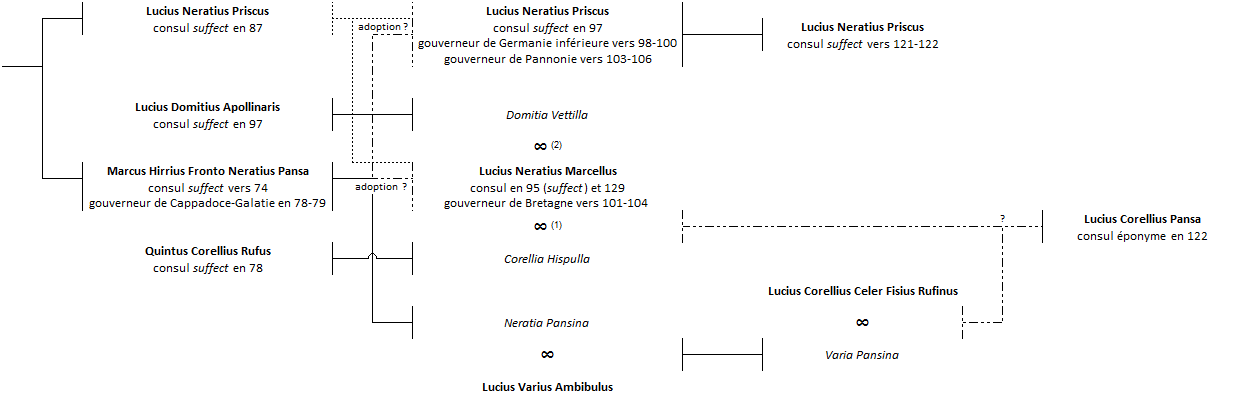
La famille des Neratii sous les Flaviens et le début des Antonins. Arbre non exhaustif.

C'est peut-être un des correspondants nommés Priscus de Pline le Jeune, mais sans certitude,. Une lettre de Pline, datée de 97/98, voire 100, s'adresse à un Priscus qui est à la tête d'une importante armée : il s'agit peut-être Lucius Iavolenus Priscus, alors gouverneur de Syrie ou alors encore en fonction en Germanie, mais il peut s'agir de son prédécesseur Aulus Larcius Priscus en Syrie et ou de Neratius Priscus en Germanie inférieure.
Pline trouve un précepteur au fils de Corellia Hispulla, vraisemblablement Lucius Corellius Pansa, et déclare dans sa lettre que « son oncle et son père se sont fait remarquer par des mérites éclatants, ».

### Carrière
La famille des Neratii entre au Sénat sous le règne de Vespasien,. Il s'agit là de Marcus Hirrius Fronto Neratius Pansa et Lucius Neratius Marcellus, mais a priori pas des Neratii Prisci. Il semble qu'ils ne soient pas patriciens.
Lucius Neratius Priscus est probablement préfet du trésor de Saturne entre 93 et 95.

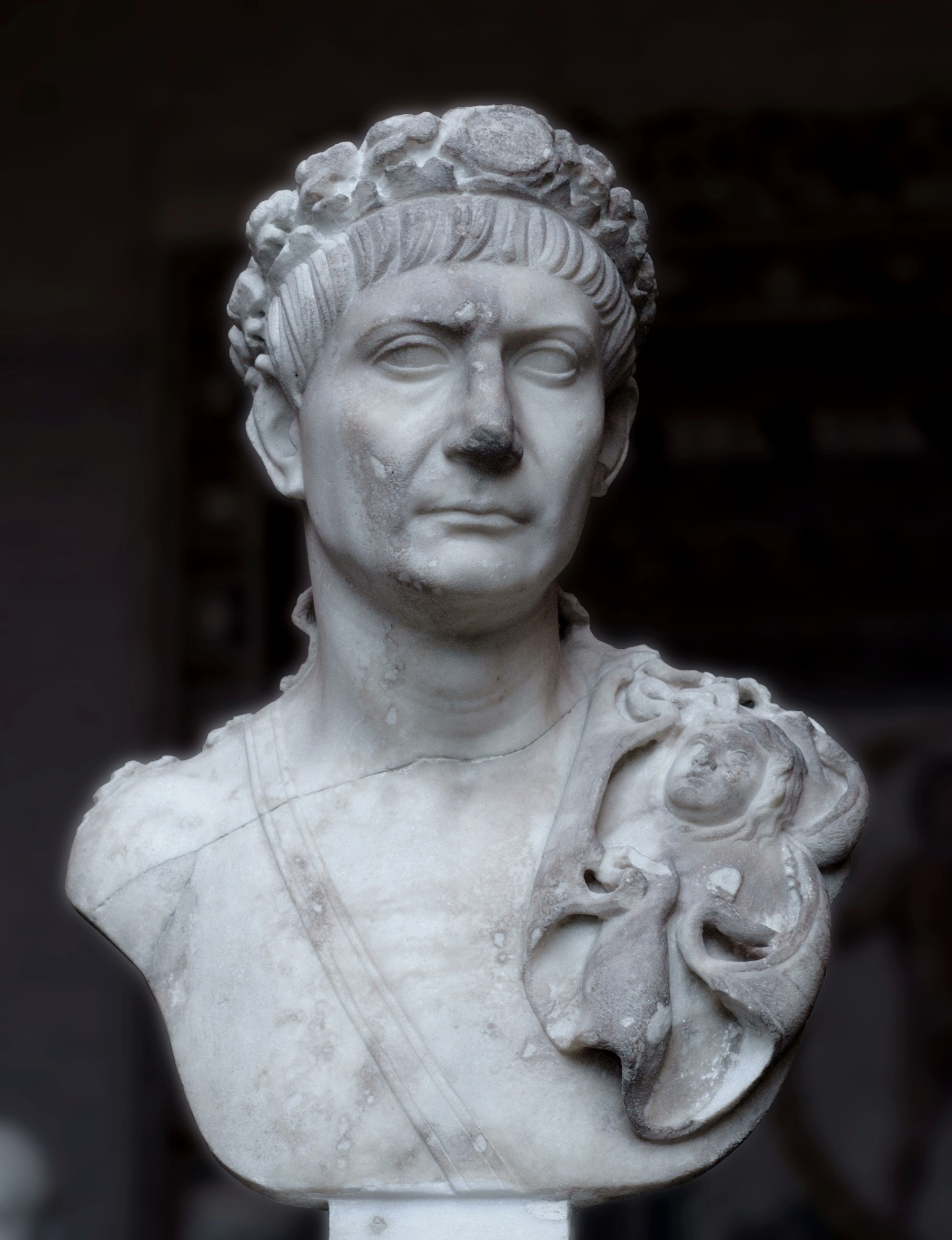
L'empereur Trajan (98 à 117).

Deux ans après son frère, sous Nerva, il consul suffect en l'an 97 aux côtés de Marcus Annius Verus. Il devient un ami de l'empereur Trajan, et un de ses proches conseillers. Il est par ailleurs membre du collège des septemviri epulonum,.
Sous Trajan, il est gouverneur (légat d'Auguste propréteur) de Germanie inférieure en 98 et 99, peut-être jusqu'en 100/101, puis peut-être de Pannonie entre 102/103 et 106,. En Germanie, il succède peut-être au proche conseiller de Trajan, Lucius Licinius Sura et y précède un autre ami de l'empereur, Quintus Sosius Senecio. En Pannonie, il succède a priori à Quintus Glitius Atilius Agricola, et la province est ensuite subdivisée à la fin de son mandat en l'an 106.
C'est un juriste reconnu, et il a écrit des livres de Regulae (règles), des « réponses » et est le premier à commenter l’œuvre de Plautius (dans ses Libri ex Plautio), jurisconsulte du Ier siècle, par ailleurs inconnu. Il place la rationalité du droit romain et la définition des règles juridiques au-dessus de tout, pour un respect rigoureux et traditionnel de la loi, et une conception plus uniforme et hiérarchisée de l'Empire,. Il fait partie des juristes influencés par la philosophie.
Selon l'Histoire Auguste, Trajan aurait un temps pensé à Neratius Priscus pour lui succéder, au point de lui dire : « Je te confie les provinces, au cas où il m'arriverait quelque chose, », mais cette anecdote paraît improbable.
L'empereur Hadrien fait appel à des jurisconsultes comme conseillers, dont Publius Iuventius Celsus, Publius Salvius Iulianus et notamment Lucius Neratius Priscus,.